# Sinsi Dómei Cross
A Sinsi Dómei Cross (紳士同盟†) egy Tanemura Arina által írt sódzso manga, mely jelenleg is fut a Ribon magazinban. A nevet ugyanannak a címnek egy japán dalából vitték.
A sorozat légköre nagyon különbözik Tanemura Arina előző mangasorozatától, ahogy ez egy mesesorozattól meglehetősen. Tanemura Arina azt mondta, hogy ez az a fajta manga, amit leginkább írni akart. Eddig 11 kötet és 47 fejezet van kint Japánban.

## Történet
A Sinsi Dómei Cross egy romantikus középsulis komédia, amely bevezet minket az elit iskolák diákjainak életébe.
A történet főszereplője Otomija Haine, egy 15 éves lány, akinek nem éppen tiszta a múltja…
Mint kiderül, korábban a Yankee (egy utcai banda) tagja volt. Innen is eredhet a híres beceneve: „hamupipőke a strandról”… De aztán találkozott Sizumaszával, aki azt monda neki, hogy élheti úgy az életét, ahogy szeretné… ezután Haine-csan felvételizett az Imperial Akadémiára, hogy elnyerje a fiú szeretetét.
Most Sizumasza az iskola Kótei-e. Mivel a diáktanács elnöke és az aranyosztály egyetlen tagja, ő az, akire mindenki felnéz. Haine csatlakozik a diáktanácshoz és a Kótei testőre lesz. Mindazonáltal Sizumasza azt állítja, hogy nem ismeri őt, és ridegen viselkedik vele.